# Грант, Майкл
Майкл Грант (англ. Michael Grant; 21 ноября 1914 года, Лондон, Великобритания — 4 октября 2004 года, там же или в Тоскане, Италия) — британский антиковед, нумизмат, автор множества научно-популярных работ по античной истории. Профессор, почётный доктор. Участник Второй мировой войны.

## Биография
Являлся единственным сыном в семье полковника Мориса Гранта. Вначале обучался в Хэрроу, позднее в 1933—36 годах — в кембриджском Тринити-колледже, где в 1936—38 гг. студент-исследователь. В 1938—42 годах являлся членом этого же колледжа. В Кембридже получил степень доктора словесности Litt.D.
В годы Второй мировой войны служил офицером разведки — совмещая с членством в Британском совете в Турции (в 1940—45 гг.).
В 1947 году возвратился в Тринити-колледж. В 1948—59 годах профессор латинского в Эдинбургском университете. В 1953—56 годах президент Королевского нумизматического общества.
В 1946 году удостоился почётного звания рыцаря-офицера Британской империи (англ. OBE), а спустя двенадцать лет — рыцаря-командора (англ. CBE). Кроме того, он стал почётным доктором словесности Тринити-колледжа в Дублине (1961). Американским нумизматическим обществом награждён медалью Хантингтона (1964).
Автор почти 50 книг, посвящённых древним Греции и Риму, а также раннему христианству. Опубликовал свыше 70 научно-исследовательских работ. Указывал, что свою книгу «Крушение Римской империи» (1976, пересмотренное изд. 1990) он написал с подачи Уолтера Анненберга, когда тот был послом США в Лондоне.
Скончался в Лондоне (или в Тоскане, Италия) в возрасте 89-ти лет.
Семья
Грант женился в 1944 году в Турции на сотруднице Шведской дипломатической миссии. Известно, что в этом брачном союзе родилось два сына.

## Публикации, переведённые на русский язык
- Римские императоры : Биографический справочник правителей Римской империи, 31 г. до н. э. — 476 г. н. э. / Пер. с англ. М. Гитт. — М.: Терра — Книжный клуб, 1998. — 398 [1] с. — ISBN 5-300-02314-0.
- Крушение Римской империи. — М.: Терра — Книжный клуб, 1998. — 224 с. — ISBN 5-300-01955-0.
- Двенадцать цезарей. — М.: Терра — Книжный клуб, 1998. — 272 с. — ISBN 5-300-01850-3.
- История Древнего Израиля / перевод С. Гинзбурга. — М.: Терра — Книжный клуб, 1998. — 336 с. — ISBN 5-300-01817-1.
- Греческий мир в доклассическую эпоху / перевод Т. Азаркович. — М.: Терра — Книжный клуб, 1998. — 527 с. — ISBN 978-5-300-02259-4.
- Нерон. Владыка земного ада / перевод О. Д. Сидорова. — М.: Центрполиграф, 2002. — 336 с. — (Nomen est Omen). — 6000 экз. — ISBN 5-227-01895-2.
- Ирод Великий. Двуликий правитель Иудеи / перевод В. Михайлова. — М.: Центрполиграф, 2002. — 304 с. — (Nomen est Omen). — 7000 экз. — ISBN 5-227-01934-7.
- Юлий Цезарь: жрец Юпитера / перевод О. В. Замятина. — М.: Центрполиграф, 2005. — 352 с. — (Nomen est Omen). — ISBN 5-9524-1649-7.
- Римляне. Цивилизация Древнего Рима / перевод И. Мартьянова. — М.: Центрполиграф, 2005. — 397 с. — (Загадки древних цивилизаций). — ISBN 5-9524-1943-7.
- Расцвет Римской империи. — Х.: Клуб семейного досуга, 2005. — 416 с. — ISBN 966-343-150-4.
- Золотая эра Греции. — Х.: Клуб семейного досуга, 2006. — 384 с. — ISBN 966-343-192-X.
- Клеопатра. Последняя из Птолемеев / перевод Л. А. Игоревского. — М.: Центрполиграф, 2007. — 349 с. — (Колесница власти). — ISBN 5-9524-1675-6. — ISBN 978-5-9524-2939-0.